# Massilia horti
Massilia horti es una especie de  bacteria gramnegativa del género Massilia. Fue descrita en el año 2021. Su etimología hace referencia a jardín. Es aerobia. Crece en cadenas. Forma colonias redondas, planas, no iridiscentes y de color marrón en agar R2A. Temperatura óptima de crecimiento entre 21-30 °C. Es resistente a los antibiótico: rifamicina y lincomicina. Tiene un genoma de 5,62 Mpb y un contenido de G+C de 63,8%. Se ha aislado del suelo de un jardín en Maxton, Estados Unidos.